# Ірисор малий
Ірисор малий (Rhinopomastus minor) — вид птахів родини слотнякових (Phoeniculidae).

## Поширення
Вид поширений у Східній Африці (Джибуті, Ефіопія, Кенія, Сомалі, Південний Судан, Танзанія та Уганда). Мешкає у сухих лісах та саванах.